# Cteipolia honeyi
Cteipolia honeyi là một loài bướm đêm trong họ Noctuidae.